# Skavkulla

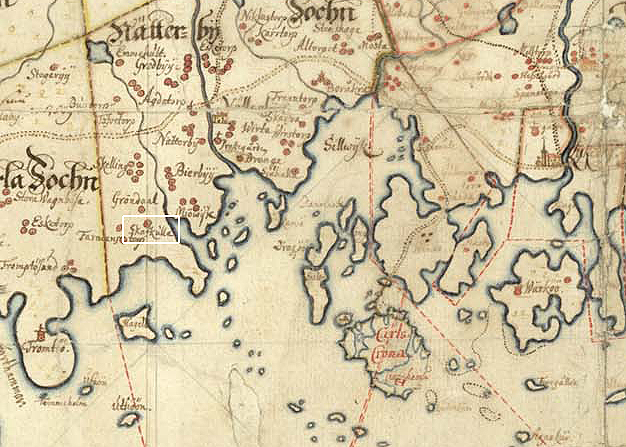
karta över Skavkulla 1684

Skavkulla är en ort i Karlskrona kommun i Blekinge, strax invid gränsen till Ronneby kommun och öster om Tromtö herrgård, en del av Johannishus slott godsförvaltning. 
Orten ligger i Nättraby socken och är en del av den av SCB definierade och namnsatta tätorten Skavkulla och Skillingenäs.

## Historia
Skavkulla finns upptagen som en gård på karta från 1684 (se nedan), men är troligen mycket äldre. Området tidigt bebott vilket flera lokala fynd av stenåldersverktyg bekräftar.

## Bebyggelsen
I början av 1940-talet byggdes sommarstugor på Skavkulla i närheten av bryggan. 
Närheten till Karlskrona och Ronneby har medfört att Skavkulla Brygga idag domineras av en växande bofast befolkning och ett expansivt egenhemsboende. Sedan 2005 är området även anslutet till Karlskronas kommunala VA-nät.
Inom Skavkulla finns sex huvudsakliga vägar: Skavkullavägen, Skavkulla brygga, Lilla Skavkullavägen, Skavkulla backe, Mastvägen och Antennvägen.

## Naturen
På Skavkulla finns strandängar och skogsbackar. 

## Näringsverksamheter
Under 1800-talet påbörjades brytning av gatu-, kant- och byggnadssten på Skavkulla. Under 1930-talet efterfrågades Skavkulla-stenen vid byggen i Berlin. Stenbrytningen fortsatta till mitten av 1900-talet då gatusten i allt högre grad övergavs för asfalt och efterfrågan minskade och brytningsverksamheten blev olönsam. 
Idag består näringsverksamheten av Skavkulla Handelsträdgård, känd i hela landet för sina Skavkulla-änglatrumpeter (Brugmansia). Jordgubbar odlas för självplock vid Skavkulla gård.

## Bryggan
Skavkulla brygga var tidigare en ångbåtsbrygga och trafikerades av postångare från Karlskrona. 
Idag används den som småbåtsbrygga av boende.
Bryggan byggdes ursprungligen inskuret av 1800–talet av stenhuggare för att frakta ut sten som bröts i området. Stenhuggarna hade en smalspårig järnväg för att få ned stenen till bryggan, där den lastades om i små båtar och sedan till större båtar längre ut i skärgården. På 1970-talet kunde äldre Skavkullabor berätta om järnvägen. Vagnarna var hästdragna. Bryggan förstärktes och byggdes om cirka 1914 av Kronan, representerad av Göta Artillerikår. Försvarsmakten behövde komma ut i skärgården, där den bland annat anlade en minstation på Ivö i skärgården utanför. År 1977 utvidgades bryggan av AMS och fick sitt nuvarande betongdäck. Karlskrona kommun arrenderade bryggan och svarade under knappt 25 år för dess underhåll. År 2000 återgick bryggan till fastighetsägaren, som utrustat bryggan med båtplatsbommar för småbåtar.

## Båttrafiken förr
Under perioden 1860–1967 fanns i västra skärgården rederier och bolag som under en tid trafikerade fyra linjer. De var Nättrabylinjen, Kuggebodalinjen, Hasslölinjen och Aspölinjen. Kuggebodalinjen gick Kuggeboda–Stenaby–Torkö–Slättanäs–Jordö–Hjortahammar–Tromtö–Skavkulla–Grönadal–Borgmästarbron i Karlskrona.
Senare ändrades färdvägen dock något och man gick bland annat via Hasslö. Restiderna låg mellan 2,5 och 3 timmar beroende på omständigheterna.
Totalt fanns ett tjugotal olika fartyg med varierande storlek i linjesystemet och de tre som tycks mest ha trafikerat Kuggeboda var ångsluparna Regina, Östern och Rex. Storleken var s.k. LÖA (längd över allt) 15-17 meter, 4 meter i bredd och 1,5 meters djupgående. Man kunde ta ombord minst 70–80 passagerare och med sin ångmaskin på ofta 30 hästkrafter fick båten en fart på 7–8 knop.
Biljettpriset varierade under åren, men tycks under en period ha varit 1 riksdaler för en tur- och returbiljett. Några fartyg var Emanuel, Orädd, Sylfid, Wittus, Dux, Imperator, Enigheten och Wikingen.